# Bremilham
Bremilham – wieś w Anglii, w hrabstwie Wiltshire. Leży 61 km na północny zachód od miasta Salisbury i 140 km na zachód od Londynu.